# Hertug af Windsor
Hertug af Windsor er en britisk titel, der blev oprettet i 1937. Titlen er knyttet til Windsor Castle, der er en af den britiske kongefamilies residenser.  
I 1937 blev den tidligere konge Edward 8. af Storbritannien udnævnt til hertug af Windsor. Fra sin tronbestigelse i januar 1936 og frem til sin død i 1972 var han titulær overhoved for Huset Windsor.